# Euptoieta hoffmanni
Euptoieta hoffmanni är en fjärilsart som beskrevs av Comstock 1944. Euptoieta hoffmanni ingår i släktet Euptoieta och familjen praktfjärilar. Inga underarter finns listade i Catalogue of Life.